# Consolidated XBY
Le Consolidated XBY est un bombardier américain des années 1930. Conçu pour les besoins de l'US Navy, il n'a pas dépassé le stade de prototype.

## Historique
En 1931 les responsables de Consolidated se lancèrent dans l'élaboration d'un nouveau bombardier léger embarqué destiné à la marine américaine. Il s'agissait alors de concurrencer le Martin XBM alors en cours de développement. Les ingénieurs aéronautiques prirent comme modèle de départ le Consolidated type 17 civil. Le nouvel avion reçut la désignation constructeur de Consolidated type 18.
Le premier vol du Consolidated type 18 eut lieu en septembre 1932 en aéronautique. L'US Navy lui attribua alors la désignation de Consolidated XBY. Il fut rapidement mis en compétition face au Martin XBM, mais l'absence d'armement défensif lui fut rapidement reproché. Les responsables de la marine américaine mirent également en lumière l'incapacité du BY à réaliser des opérations de bombardement en piqué alors même que son concurrent en était lui capable.
Finalement le Consolidated XBY fut accidenté en avril 1933, causant par la même occasion la mort de son pilote. L'avion ne fut pas reconstruit et le Martin XBM déclaré vainqueur.

## Aspects techniques

### Description
Le Consolidated XBY se présentait sous la forme d'un biplace monomoteur monoplan à aile aile haute. Sa propulsion était assurée par un moteur en étoile Wright R-1820-78 entraînant une hélice bipale métallique. Le fuselage de l'avion était de construction mixte : bois, contreplaqué, et métal. Les ailes quant à elles étaient en bois entoilé et contreplaqué.
Il était doté d'un train d'atterrissage classique fixe avec des jambes carénées. Bien que destiné à des opérations navales ce prototype n'a pas eu le temps d'être doté d'une crosse d'appontage. L'équipage prenait place dans un cockpit en tandem. Une soute à bombes avait été installée dans le fuselage.

### Désignations
- Consolidated type 18 : Désignation donnée à l'avion par le constructeur.
- Consolidated XBY : Désignation donnée à l'avion par l'US Navy.